# ガイアナカイマントカゲ

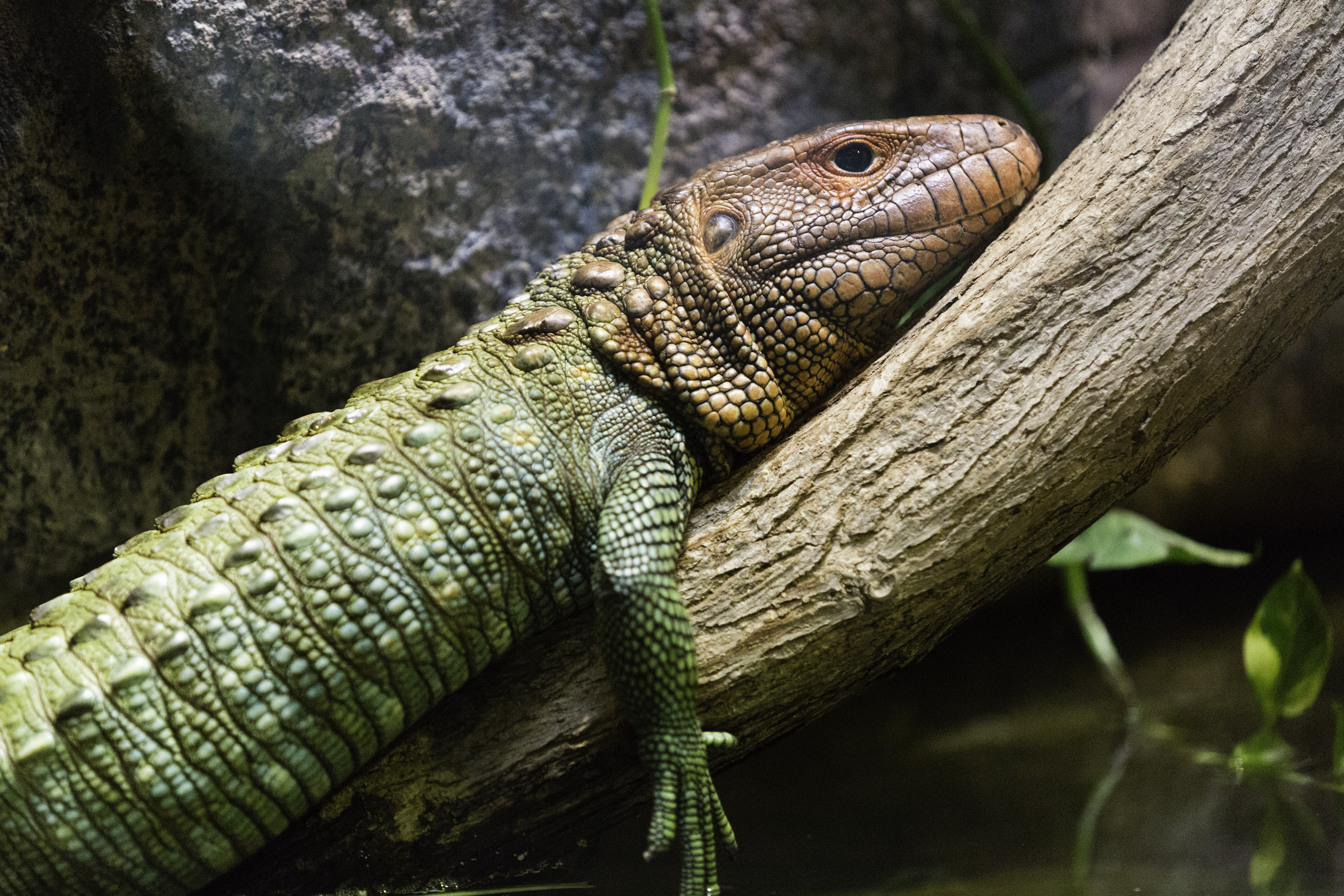

ガイアナカイマントカゲ (Northern_caiman_lizard、別名:ギアナカイマントカゲ) は有鱗目トカゲ亜目テグートカゲ科に属するテグートカゲ。

## 分布
南アメリカ北東部、ペルー、ガイアナに生息。

## 形態
全長90〜110cm、背中にはカイマン類のような、ゴツゴツとした鱗は並び、大きな頭部が特徴。縦に平らな尾がある。
オスは頭部の色はオレンジ、胴体は緑色。

## 生態
アマゾン川の流域や、沼地などに生息する。食性は動物食で巻貝などを食べる。硬い殻は、発達した丈夫な顎と臼歯のような歯で噛み潰して食べる。水中にいることが多いが、水辺の木の上などでも見られる。卵生でシロアリの巣に1回に2個の卵を産む。